# Solor
Solor est une des îles Solor dans les Petites îles de la Sonde en Indonésie. Administrativement, elle appartient au kabupaten de Florès oriental dans la province des petites îles de la Sonde orientales.

## Géographie
Solor est une île volcanique de la mer de Savu, longue de 40 kilomètres et large de 6. Elle est située au sud d'Adonara, à l'est de Florès et à l'ouest de Lembata. L'île possède 5 volcans.

## Population
Il y avait 27 058 habitants en 2010.
Les langues parlées sont l'adonara et le lamaholot, toutes deux de la famille austronésienne.

## Histoire

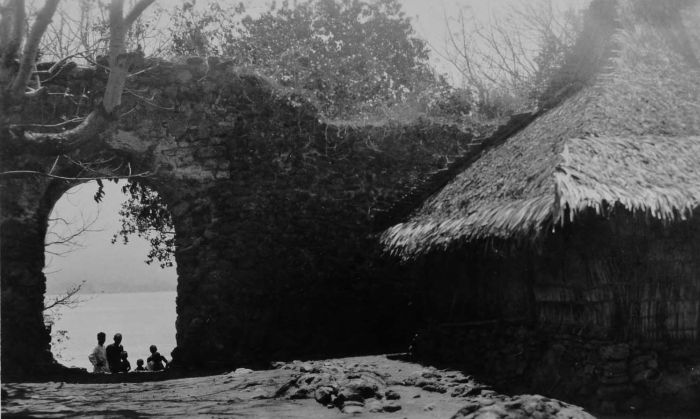
Ruines d'un fort à Solor dans les années 1930

En 1520, les Portugais y établissent un poste, dans le village de Lamakera sur la côte est de l'île, comme escale entre les Moluques et Malacca, qu'ils contrôlent tous deux. Après une période de conflit, les Néerlandais de la Compagnie néerlandaise des Indes orientales annexent l'île en 1653.
La population pratique la chasse à la baleine traditionnelle depuis des siècles.

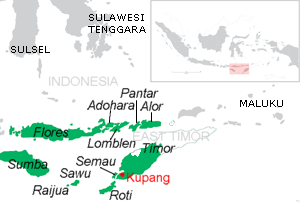
Carte des petites îles de la Sonde orientales, y compris Solor